# Lucy Duff-Gordon
Lady Lucy, geboren als Lucy Christiana Sutherland (Londen, 13 juni 1863 – aldaar, 20 april 1935) was een Engelse overlevende van de ramp met de Titanic.
Ze verhuisde al snel naar Canada, naar het plaatsje Guelph, in Ontario, waar ze opgroeide. Lucy trouwde in 1884 met James Stuart Wallace, met wie ze een kind kreeg, Esme. Ze scheidde alweer in 1890. James liet Lucy en Esme alleen achter, zonder geld.
Om toch nog wat geld binnen te krijgen richtte Lucy thuis een bedrijfje op dat zich richtte op het maken van jurken. Na redelijk wat jurken te hebben verkocht, was ze in 1894 in staat om een winkelpand te huren in Old Burlington Street nummer 24, in Londen. Ze noemde haar winkel “Maison Lucile” en het werd een groot succes. Iedere jurk werd met de hand vervaardigd en was uniek qua uiterlijk. Lucy kreeg al snel de bijnaam Lucile, van de naam van haar succesvolle winkel.
De zaken liepen zo goed dat ze in 1896 een groter pand huurde op Hanover square 17. Daarna ging ze in 1900 naar Hanover square 23, waar ze het grootser opgezette bedrijf Lucile Limited oprichtte. Haar naam werd bekend in de hoge society, waardoor ze zelf ook onderdeel werd van de rijke Engelse society. Daar ontmoette ze Cosmo Duff-Gordon, met wie ze in 1900 trouwde.
Lucy’s klanten bestonden steeds meer uit theater- en filmsterren, mensen van koninklijke en adellijke afkomst en andere mensen uit de hoge society. In 1910 opende ze haar eerste winkel in de Verenigde Staten, namelijk in New York. Ook in Parijs werd een winkel geopend in 1911.
Lucy werd bekend door haar vooruitstrevende manier van handelen in de mode-industrie. Ze wordt gezien als de eerste die mannequins gebruikte om haar modellen te showen. Ook was ze de eerste die modeshows gaf. Haar shows waren alleen te bezoeken op uitnodiging en vonden plaats in speciaal ingerichte decors, met bijpassende belichting en muziek. Deze decors worden gezien als de eerste vormen van de catwalk. De voornaamste kledingstukken die tijdens deze shows geshowd werden waren lingerie, jurken voor thuis en avondkledij.
In 1912 werd Lucy opgeroepen vanuit New York om zaken te doen. Zij en haar man Cosmo besloten om met de Titanic de overvaart naar New York te maken. Om niet al te veel aandacht te krijgen van de pers en eventuele fans besloten de Duff-Gordons om incognito te reizen, onder de naam Mr. en Mrs. Morgan. Ze stapten op in Cherbourg, de eerste halte van de RMS Titanic, samen met de dienstmeid Laura Mabel Francatelli. Ze overleefden de ramp alle drie.
- Bibliothèque nationale de France: cb17006337r (data)
- Gemeinsame Normdatei: 118917196
- International Standard Name Identifier: 0000 0003 6860 2895
- Library of Congress Control Number: n85275954
- Nationale Bibliotheek van Israël: 987012384930605171
- Nederlandse Thesaurus van Auteursnamen: 072955864
- SNAC: w6rj5qkc
- Virtual International Authority File: 35905120
- WorldCat: E39PBJv4k4rDC8Cg4C6tYCq84q